# Роздільна вулиця (Київ)
Розді́льна ву́лиця — вулиця в Солом'янському районі міста Києва, місцевість Кучмин яр. Пролягає від вулиці Мокра до вулиці Кучмин Яр.
Прилучаються вулиця Енергетиків і провулок Енергетиків.

## Історія
Вулиця виникла в середині XX століття під назвою 2-га Нова. Сучасна назва — з 1955 року.